# Arresto dentale
Nella fonetica e fonologia, un arresto dentale (oppure occlusiva dentale) è un tipo di suono consonantico fatto con la lingua in contatto con i denti superiori (consonante dentale) tenuta abbastanza stretta da bloccare il passaggio dell'aria (da qui una consonante occlusiva).
L'occlusiva dentale e quella alveolare sono spesso confusi. Acusticamente, i due suoni sono simili e per una lingua è raro avere ambedue, inoltre l'alfabeto fonetico internazionale non fornisce simboli separati per l'occlusiva dentale ma usa semplicemente il diacritico. U+032A ◌̪  attaccato al simbolo alveolare corrisposto. Come risultato, è comune per i ricercatori lavorare nella maggior parte delle lingue con un tipo oppure l'altro e usare semplicemente il simbolo alveolare indifferentemente per ambedue i tipi, a meno che non vogliano specificamente richiamare l'attenzione sulla distinzione. L'unica differenza che si può trovare è che la chiusura alveolare è più indietro di una chiusura dentale. I suoni più comuni dove si trova questo arresto sono [t̪] e [d̪]. Più generalmente, molti tipi sono distinti:
- [t̪], Occlusiva dentale sorda
- [d̪], Occlusiva dentale sonora
- [t̪ʼ], Eiettiva dentale
- [ɗ̪ ], Implosiva dentale sonora